# Cantó de Pierrefitte-sur-Seine
El cantó de Pierrefitte-sur-Seine és un antic cantó francès del departament de Sena Saint-Denis, que estava situat al districte de Saint-Denis. Comptava amb 2 municipis i el cap és Pierrefitte-sur-Seine.
Al 2015 va desaparèixer i el seu territori va passar a formar part del cantó d'Épinay-sur-Seine.

## Municipis
- Pierrefitte-sur-Seine
- Villetaneuse

## Història
| Data d'elecció                           | Identitat         | Partit | Qualitat |
| ---------------------------------------- | ----------------- | ------ | -------- |
| 1976-1998                                | André Boursier    | PCF    |          |
| 1998-2004                                | Catherine Hanriot | PCF    |          |
| 2004-                                    | Michel Fourcade   | PS     |          |
| les dades anteriors no són pas conegudes |                   |        |          |
|                                          |                   |        |          |

## Demografia
| A partir de 1990: Població sense dobles comptes |